# Ulf Poschardt

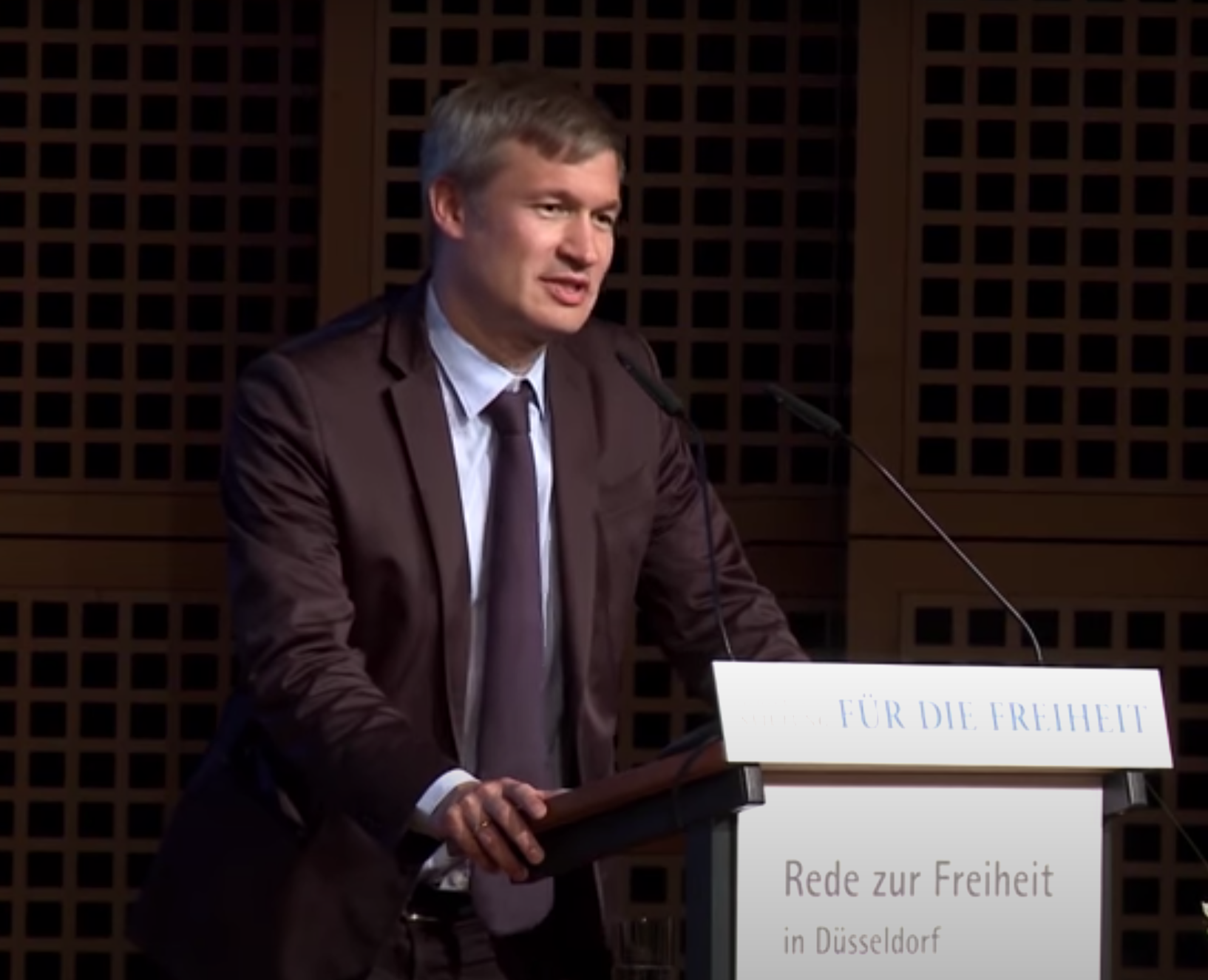
Ulf Poschardt bei der Rede zur Freiheit 2013, Friedrich-Naumann-Stiftung, Düsseldorf

Ulf Oliver Poschardt (* 25. März 1967 in Nürnberg) ist ein deutscher Journalist, Medienmanager, Publizist und Autor. Von 2016 bis 2024 war er Chefredakteur von WeltN24. Seit Januar 2025 ist er Herausgeber von Welt, Politico und Business Insider.

## Familie
Poschardt stammt aus einem evangelisch-methodistischen, politikaffinen, linken Elternhaus. Über seine religiöse Erziehung sagte er in einem Interview: „Protestantischer als ich erzogen zu sein, kann man sich kaum vorstellen.“ Poschardts Vater Dieter, ein verbeamteter Lehrer und Dozent, predigte bei den Methodisten. Seine Mutter stammt aus Dänemark.
Poschardt ist verheiratet mit der Verhaltenstherapeutin Dada Held-Poschardt, von der er getrennt lebt, und hat zwei Söhne.

## Kindheit, Jugend und Studium
Er wuchs in Schwabach auf und legte sein Abitur in Hof ab. Seinen Zivildienst leistete Poschardt in einer methodistischen Einrichtung in Hamburg-Wilhelmsburg ab. Von 1987 bis 1991 studierte Poschardt Journalistik an der Ludwig-Maximilians-Universität München sowie der Deutschen Journalistenschule und Philosophie an der Hochschule für Philosophie München. In dieser Zeit arbeitete er nebenberuflich als DJ. Im Jahre 1995 wurde er bei Friedrich Kittler an der Humboldt-Universität zu Berlin mit einer Dissertation über die Kulturgeschichte des DJs von 1904 bis in die 1990er Jahre promoviert.

## Publizistisches Wirken
Von 1996 bis 2000 arbeitete er als Chefredakteur des Magazins der Süddeutschen Zeitung. Im Skandal um Tom Kummer stellte sich heraus, dass Poschardt dessen gefälschte Interviews und Storys ungeprüft publiziert hatte, obwohl er mehrfach vor Kummers Arbeitsweise gewarnt worden war. Poschardt wurde von der SZ gekündigt und wurde im Januar 2001 als Berater der Chefredaktion der Welt am Sonntag angestellt. Im Juli 2001 wurde er dort „Creative Director“.
Von 2005 bis 2008 war Poschardt Gründungs-Chefredakteur der im Februar 2007 erstmals erscheinenden deutschen Ausgabe von Vanity Fair. Poschardt verpflichtete den Schriftsteller Rainald Goetz für einen täglich erscheinenden Blog unter dem Titel Klage, den Goetz 2009 als Buch veröffentlichte. Das Magazin erreichte jedoch nur schlechte Absatzzahlen. Poschardt verließ das Magazin und kehrte als stellvertretender Chefredakteur der Welt am Sonntag zur Axel Springer AG zurück. 2009 wurde Poschardt zudem Herausgeber der Musikmagazine Rolling Stone (deutsche Lizenzausgabe), Musikexpress und Metal Hammer, die nach ihrem Umzug von München nach Berlin im Januar 2010 der Welt-Gruppe zugeordnet wurden. 2014 wurde Poschardt stellvertretender Chefredakteur von WeltN24 und war dann von 2016 bis Jahresende 2024 deren Chefredakteur. Im Januar 2019 bekamen die Welt und die Welt am Sonntag eigene Chefredakteure.
Von 2020 bis 2023 war Poschardt neben seinem Amt als Chefredakteur auch Geschäftsführer und Sprecher der Geschäftsführung der Welt.
Von 2019 bis 2020 hatte er abwechselnd mit Anja Reschke eine zweiwöchentliche Kolumne über Twitter im „Streit“-Ressort der Zeit.
Zum 1. Januar 2025 wurde Poschardt Herausgeber einer Dachmarke mit den Bereichen Welt, Politico Deutschland und Business Insider Deutschland.

## Werk
Porschardt Dissertation erschien als Buch unter dem Titel DJ Culture und wurde von Diedrich Diederichsen in der Spex kritisiert und im Kunstforum International diskutiert. Rainald Goetz kritisierte in seinem Buch Rave (1998) das Fehlen der „realen Praxis“ in Poschardts Analyse. Das Buch wurde mehrfach übersetzt und erschien 2015 in einer überarbeiteten Fassung.
In weiteren Büchern befasste sich Poschardt mit der Gegenwartskultur. Seinem Buch Cool (2000) über Coolness warf Diederichsen vor, „tiefe Einsicht“ mit „barem Blödsinn“ zu vermischen. 2013 erschien sein Buch über den Porsche 911, das 2017 in einer weiteren Fassung erschien und in verschiedene Sprachen übersetzt wurde.
Poschardts Buch Shitbürgertum sollte im Zu Klampen Verlag im Rahmen einer Essay-Reihe erscheinen, wurde aber dort Ende 2024 kurzfristig abgesagt. Als Begründung wurde verlagsseitig bekanntgegeben, „dass die Behandlung des Themas den Rahmen der Reihe sprengen würde: Die Darstellung des Autors, mit dessen Analysen sie grundsätzlich übereinstimmte, tendierte zu sehr in Richtung Polemik“. Das Buch wurde zunächst im Selbstverlag veröffentlicht. Philipp Bovermann schrieb 2025 in der Süddeutschen Zeitung, das Buch Shitbürgertum pathologisiere „[m]al eben sämtliche Anliegen des politischen Gegners als moralisierenden Abgrenzungszwang“. Der Text sei „keine allzu elegante Polemik, aber darin immerhin zeitgemäß“. Auch Poschardt sei, wie die Menschen, an denen er sich abarbeite, nichts anderes als „ein moralisch empörter Diskursaufpasser“. Der Westend Verlag veröffentlichte im April 2025 eine erweiterte Fassung, die auf Platz 2 beim Sachbuch der Spiegel-Bestsellerliste kam. Jens-Christian Rabe stilisierte es in der Süddeutschen Zeitung als „das Buch zum derzeit viel beschworenen „Vibe Shift“, also den heftigen anti-linksgrünen Affekten, die auch dieses Land gerade erlebt.“

## Rezeption
Gemäß Julia Encke (Frankfurter Allgemeine Sonntagszeitung) „wettert“ Poschardt seit Beginn der COVID-19-Pandemie in nahezu jedem Leitartikel in der Welt gegen Corona-Schutzmaßnahmen und vertritt damit genau die „polemische Behauptungskette von Freiheitsberaubung und Selbstzensur, die man seit der Corona-Pandemie vor allem im rechten Spektrum findet“.
In der österreichischen Tageszeitung Der Standard wurde Poschardt im Februar 2021 als „neoliberales Twitter-Rumpelstilzchen“ charakterisiert, der mit „ideologischen Pappkameraden“ verbal auf der Trump-Klaviatur spiele.
Im November 2022 verlieh ihm der ukrainische Präsident Wolodymyr Selenskyj den ukrainischen Verdienstorden dritter Klasse für die Berichterstattung zum russischen Überfall auf die Ukraine. Alexander Grau kritisierte dies im Cicero als Auszeichnung für „Hofberichterstattung“.

## Bücher
- DJ Culture. 1995, Dissertation der Humboldt-Universität zu Berlin; Überarb. und erw. Neuausg. bei Rowohlt, Reinbek 1997, ISBN 3-8077-0334-9.
  - englisch: DJ-culture. Quartet Books 1998.
  - französisch: DJ culture. Editions Kargo 2002.
  - Neuausgabe 2015 mit einem Nachwort von Westbam und Aktualisierungen von Heiko Hoffmann im Tropen Verlag, Köln ISBN 978-3-608-50226-8.
- Anpassen. Rogner und Bernhard, Frankfurt 1998, ISBN 3-8077-0184-2.
- Cool. 2000, ISBN 3-8077-0152-4.
- Über Sportwagen. Merve Verlag, Berlin 2002, ISBN 3-88396-172-8.
- Einsamkeit. Die Entdeckung eines Lebensgefühls, 2006, ISBN 3-8225-0673-7.
- 911. Klett-Cotta Verlag, Stuttgart 2013, ISBN 978-3-608-94742-7.
- Geschmacksbürgertum. Merve Verlag, Berlin 2016. ISBN 978-3-88396-257-3.
- Mündig. Klett-Cotta Verlag, Stuttgart 2020, ISBN 978-3-608-98244-2.
- Shitbürgertum. Selbstverlag, Berlin 2025, ISBN 978-3-982-70040-3.
  - Erweiterte Neuausgabe im Westend Verlag, April 2025, ISBN 978-3-987-91331-0

## Auszeichnungen
- 2000: Ernst-Robert-Curtius-Förderpreis
- 2019: Ludwig-Erhard-Preis für Wirtschaftspublizistik
- 2022: Verdienstorden der Ukraine, Dritte Klasse